# Carmen Hombre Ponzoa
Carmen Hombre Ponzoa (San Fernando, 30 de diciembre de 1903 - Jerez de la Frontera, 1937) fue una maestra y sindicalista española de confesión protestante. El Ayuntamiento de Jerez de la Frontera convoca anualmente los Premios Carmen Hombre Ponzoa a la labor educativa.

## Biografía
Su familia poseía un estanco en la calle Sagasta, n.º 61, en San Fernando. Afiliada a la Unión General de Trabajadores (UGT), al Socorro Rojo Internacional y maestra de profesión, llevó a cabo su docencia en El Madroño, en Arcos de la Frontera, hasta que se incorporó en 1931 a la Escuela unitaria número 5 de Jerez de la Frontera (conocida como colegio del parque del Retiro).
En el verano de 1932, como acompañante de los niños de la Colonia Escolar Obrera Jerezana que se trasladaban a las playas de El Puerto de Santa María, conoció a Juan Máximo Salazar, fundador de dicha Colonia y concejal del ayuntamiento de El Puerto de Santa María en esos momentos.
En los meses posteriores al Golpe, ella y su marido fueron destituidos de sus cargos y apresados por los rebeldes franquistas. Carmen formaba parte de la junta directiva de la Colonia Escolar jerezana como vocal. Sus bienes, incluido el estanco que regentaban, fueron confiscados y Carmen fue encarcelada en la prisión de la plaza de Belén, donde sufrió humillaciones, abusos sexuales y torturas.
Fue fusilada en 1937 por defender valores no concordantes con el catolicismo, estando embarazada de 8 meses. En el informe de la Dirección General de Seguridad se la presenta como una comunista que difundía “las doctrinas disolventes que inculcaba a las niñas a las que instruía”. Su marido Juan Máximo fue asimismo torturado brutalmente antes de ser fusilado en diciembre de 1936 en Jerez.
Su hijo Juan Máximo Hombre sobrevivió al fusilamiento y su nieta Carmen Máximo denunció la desaparición de sus abuelos ante la jueza argentina María Romilda Servini, única que investiga los crímenes franquistas como genocidio y crímenes de lesa humanidad.

## Reconocimientos
Carmen Hombre Ponzoa tiene una calle en Jerez.

## Contenido Multimedia
- Protestante Digital - Reportaje sobre el homenaje realizado el 10-12-2024 a personajes repreasalidos por el Franquismo